# إيفرت (واشنطن)
مدينة إيفرت (بالإنجليزية: Everett)‏ هي مقر المقاطعة وأكبر مدينة في مقاطعة سنوهوميش، واشنطن، الولايات المتحدة الأمريكية. وتقع 25 ميلا (40 كم) شمال سياتل. و يبلغ عدد سكانها 103019 حسب تعداد عام 2010.
ايفرت هي موطن لأكبر مارينا عامة على الساحل الغربي للولايات المتحدة. كما أنها موطن شركة بوينغ حيث تصنع وتجمع طائرات بوينغ 747 وبوينغ 767 وبوينغ 777 والطائرة الجديدة بوينغ 787، في أكبر مبنى في العالم من حيث الحجم حيث تبلغ مساحتة 116500000 قدم مكعب (3,300,000 م 3).

## التركيبة السكانية
قام مكتب تعداد الولايات المتحدة بتحديد بيانات التركيبة السكانية لإيفرت في تعداد الولايات المتحدة. في ما يلي، التركيبة السكانية حسب تعدادي 2000 و2010.

### تعداد عام 2000
بلغ عدد سكان إيفرست 314 نسمة بحسب تعداد عام 2000، وبلغ عدد الأسر 135 أسرة وعدد العائلات 90 عائلة مقيمة في المدينة. في حين سجلت الكثافة السكانية 1,226.4 نسمة لكل ميل مربع (473.5/كم2). وبلغ عدد الوحدات السكنية 156 وحدة بمتوسط كثافة قدره 609.3 نسمة لكل ميل مربع (235.3/كم2).
وتوزع التركيب العرقي للمدينة بنسبة 90.76% من البيض و 4.78% من الأمريكيين الأصليين و 2.87% من الأمريكيين الأفارقة و 1.27% من عرقين مختلطين أو أكثر.
بلغ عدد الأسر 135 أسرة كانت نسبة 31.1% منها لديها أطفال تحت سن الثامنة عشر تعيش معهم، وبلغت نسبة الأزواج القاطنين مع بعضهم البعض 57.0% من أصل المجموع الكلي للأسر، ونسبة 6.7% من الأسر كان لديها معيلات من الإناث دون وجود شريك، وكانت نسبة 33.3% من غير العائلات. تألفت نسبة 28.9% من أصل جميع الأسر من أفراد ونسبة 20.7% كانوا يعيش معهم شخص وحيد يبلغ من العمر 65 عاماً فما فوق. وبلغ متوسط حجم الأسرة المعيشية 2.89، أما متوسط حجم العائلات فبلغ 2.33.
بلغ العمر الوسطي للسكان 38 عاماً. وكانت نسبة 25.2% من القاطنين تحت سن الثامنة عشر، وكانت نسبة 9.9% بين الثامنة عشر والأربعة وعشرون عاماً، ونسبة 25.8% كانت واقعةً في الفئة العمرية ما بين الخامسة والعشرون حتى والأربعة وأربعون عاماً، ونسبة 20.7% كانت ما بين الخامسة والأربعون حتى الرابعة والستون، ونسبة 18.5% كانت ضمن فئة الخامسة والستون عاماً فما فوق. يوجد لكل 100 أنثى 93.8 ذكر، ويوجد لكل 100 أنثى في الثامنة عشر من عمرها فما فوق 89.5 ذكر.
بلغ متوسط دخل الأسرة في المدينة 27,500 دولار، أما متوسط دخل العائلة فبلغ 40,000 دولار. وكان متوسط دخل الذكور 24,500 دولار مقابل 23,438 دولار للإناث. وسجل دخل الفرد الخاص بالمدينة 14,056 دولار. وكانت نسبة 8.3% من العائلات ونسبة 12.3% من السكان تحت خط الفقر، وكان من هؤلاء نسبة 12.8% تحت سن الثامنة عشر ونسبة 16.7% في الخامسة والستين من العمر وما فوق.

### تعداد عام 2010
بلغ عدد سكان إيفرت 103,019 نسمة بحسب تعداد عام 2010، وبلغ عدد الأسر 41,312 أسرة وعدد العائلات 23,282 عائلة مقيمة في المدينة. في حين سجلت الكثافة السكانية 3,079.8 نسمة لكل ميل مربع (1,189.1/كم2). وبلغ عدد الوحدات السكنية 44,609 وحدة بمتوسط كثافة قدره 1,333.6 لكل ميل مربع (514.9/كم2).
وتوزع التركيب العرقي للمدينة بنسبة 74.6% من البيض و 1.4% من الأمريكيين الأصليين و 7.8% من الأمريكيين ذوي الأصول الآسيوية و 0.7% من سكان جزر المحيط الهادئ و 4.1% من الأمريكيين الأفارقة و 5.3% من عرقين مختلطين أو أكثر.
بلغ عدد الأسر 41,312 أسرة كانت نسبة 30.5% منها لديها أطفال تحت سن الثامنة عشر تعيش معهم، وبلغت نسبة الأزواج القاطنين مع بعضهم البعض 38.2% من أصل المجموع الكلي للأسر، ونسبة 12.5% من الأسر كان لديها معيلات من الإناث دون وجود شريك، بينما كانت نسبة 5.7% من الأسر لديها معيلون من الذكور دون وجود شريكة وكانت نسبة 43.6% من غير العائلات. تألفت نسبة 34.1% من أصل جميع الأسر من أفراد ونسبة 9.3% كانوا يعيش معهم شخص وحيد يبلغ من العمر 65 عاماً فما فوق. وبلغ متوسط حجم الأسرة المعيشية 3.09، أما متوسط حجم العائلات فبلغ 2.39.
بلغ العمر الوسطي للسكان 34.4 عاماً. وكانت نسبة 22.7% من القاطنين تحت سن الثامنة عشر، وكانت نسبة 11.3% بين الثامنة عشر والأربعة وعشرون عاماً، ونسبة 30.6% كانت واقعةً في الفئة العمرية ما بين الخامسة والعشرون حتى والأربعة وأربعون عاماً، ونسبة 25% كانت ما بين الخامسة والأربعون حتى الرابعة والستون، ونسبة 10.3% كانت ضمن فئة الخامسة والستون عاماً فما فوق. وتوزع التركيب الجنسي للسكان بنسبة 50.9% ذكور و49.1% إناث.

## الموقع الجغرافي
الموقع الجغرافي للمناطق المحيطة بهذه النقطة هو كالتالي: